# زوفیا باتیتسکا
زوفیا باتیتسکا (لهستانی: Zofia Batycka؛ ‏ ۲۲ اوت ۱۹۰۷ – ۹ ژوئن ۱۹۸۹) بازیگر و مدل اهل لهستان بود.
او برندهٔ عنوان «دوشیزهٔ شایستهٔ لهستان» در سال ۱۹۳۰ میلادی و «میس پارامونت» در سال ۱۹۳۱ میلادی شد.